# Limnaecia isozona
Limnaecia isozona là một loài bướm đêm thuộc họ Cosmopterigidae. Loài này có ở Úc.